# Ulrich Wilcken
Ulrich Wilcken (né le 18 décembre 1862 à Stettin et mort le 10 décembre 1944 à Baden-Baden)  est un historien et papyrologue prussien.

## Biographie
Après des études en histoire antique et orientale à l'université de Leipzig, l'université de Tübingen et l'université de Berlin, Wilcken rédige en 1885 une thèse sur l'Égypte romaine et obtient un doctorat de papyrologie à Berlin. Son principal professeur universitaire était Theodor Mommsen qui l'a soutenu dans ses recherches. 
En 1889, il est nommé professeur d'histoire à Breslau (en tant que successeur d'Eduard Meyer). En 1900, il est appelé à Wurtzbourg, en 1903 à Halle (là encore, en tant que successeur d'Eduard Meyers), en 1906 à Leipzig, en 1912 à Bonn et en 1915 à Munich. En 1917, il succède à Otto Hirschfeld à l'université de Berlin à sa demande. Il est membre de la Société des Sciences de Saxe (depuis 1906) et de l'Académie prussienne des sciences (depuis 1921). 
Wilcken est le pionnier de la papyrologie gréco-romaine en Allemagne. Avec le soutien de Mommsen, en 1899, il réunit un vaste répertoire de pièces datant de l'époque ptolémaïque d'ostraca et d'actes écrits sur des papyri. Il collabore avec Ludwig Mitteis (de) (introduction de la collecte et de la sélection dans le milieu universitaire).
Parmi ses élèves figure Walter Otto qui lui succède.

## Œuvres
- Observationes ad historiam Aegypti provinciae Romanae depromptae e papyris Graecis Berolinensibus ineditis, Haack, Berlin 1885.
- Ostraca grecques d'Égypte et de Nubie. Une contribution à l'histoire de l'économie antique, 2 volumes, Giesecke & Devrient, Leipzig 1899, Reproduction Hakkert, Amsterdam 1970.
- Les grandes orientations de la Chrestomathie papyrus client, Volume 1 : Historique de la partie (en deux moitiés), Leipzig 1912, (Volume 2 : partie juridique de Ludwig Mitteis.)
- Histoire grecque dans le cadre de l'histoire de l'Antiquité, Oldenbourg, München 1924 ; édition 1962 (travers de Günther Klaffenbach).
- Actes de l'époque ptolémaïque (fouilles anciennes), 2 volumes, de Gruyter, Berlin 1927, Nachdruck 1977,  (ISBN 3-11-005711-5).
- Alexandre le Grand, Quelle & Meyer, Leipzig 1931.